# Megachile granulicauda
Megachile granulicauda är en biart som beskrevs av Cockerell 1931. Megachile granulicauda ingår i släktet tapetserarbin, och familjen buksamlarbin. Inga underarter finns listade i Catalogue of Life.